# Gers (reka)
Gers je 178 km dolga reka v jugozahodni Franciji, levi pritok Garone. Po njej je poimenovan departma Gers.

## Geografija
Gers izvira na planoti Lannemezan v Pirenejih, od koder teče proti severu in se južno od Agena izliva v Garono.

### Porečje
- Cédon,
- Sousson,
- Cier.

### Departmaji in kraji
Reka Gers teče skozi naslednje departmaje in kraje:
- Visoki Pireneji,
- Gers (departma): Masseube, Auch, Fleurance
- Lot-et-Garonne.